# Masoprokol
Masaprikol je potentan inhibitor lipoksigenaze koji ometa metabolzam arahidonske kiseline. Ovo jedinjenje takođe inhibira formiltetrahidrofolatnu sintetazu, karboksilesterazu i ciklooksigenazu u manjoj meri. On takođe služi kao antioksidans u mastima i uljima.

## Spoljašnje veze
|  | Molimo Vas, obratite pažnju na važno upozorenje u vezi sa temama iz oblasti medicine (zdravlja). |